# Shanakdakhete
Candaces (Shanakdakhete) fou reina de Meroe (170–150 aC). El seu nom vol dir Gran Dona en llengua meroítica. Va succeir vers el 170 aC a un rei de nom desconegut i vers el 150 aC la va succeir un altre rei del que tampoc es coneix el nom.